# Оffис
«Оffис» — спектакль Театра имени Пушкина по пьесе немецкого драматурга Ингрид Лаузунд «Бесхребетность». Премьера состоялась 2 марта 2008 года. Режиссёр постановки — Роман Козак, хореограф — Алла Сигалова.

## Краткое содержание
Пятеро служащих вместе дожидаются вызова к шефу в его приемной. Каждый долго работал над собой, чтобы произвести на начальника нужное впечатление. Выход перед ним срежиссирован до мелочей. А обстановка, между тем, накаляется…

## Действующие лица
- Крецки — Владимир Моташнев
- Хуфшмидт — Евгений Плиткин
- Кристенсен — Анастасия Панина / Александра Урсуляк
- Шмитт — Анастасия Лебедева / Анастасия Панина
- Крузе — Алексей Рахманов / Сергей Кокорев

## Пресса о спектакле
«В идеале из таких спектаклей, актуальных по теме и адекватных по исполнению, и должна состоять театральная афиша большого европейского города. Но в нашей нынешней ситуации… премьеру Пушкинского театра можно признать одной из немногих удач сезона».— Марина Шимадина, «Коммерсантъ»

«Не возьмусь обещать, что спектакль станет хитом — слишком уж он неровен… Но публика принимает его очень хорошо, много смеется и явно готова узнать в змеиной жизни Offиса свою жизнь. Что, собственно, и требовалось доказать». — Дина Годер, «Время новостей»

«Никакого сюжета в пьесе нет, зато есть точная, острая, гротескная картинка служебного бытия. Роман Козак гротеск еще больше усилил, позвал на помощь балетмейстера Аллу Сигалову, и актеры, играющие в этом спектакле, в сущности, так и протанцевали свои роли. Не прожили, как положено в традиционном психологическом театре, а как-то пробежали, проскользили, виртуозно и стремительно».— Марина Зайонц, «Итоги»

«Занятые в спектакле пять молодых артистов — чудо как хороши… Изобретательный пластический рисунок позволяет спектаклю воспарить над пьесой, как сокол над ужом, а слаженному молодому квинтету выплыть с драматургического мелководья на простор танцевальной стихии. Туда, где бесхребетность не признак услужливости, а всего лишь синоним удивительной актерской гибкости». — Марина Давыдова, «Известия»